# أندريس ساليناس
أندريس ساليناس (بالإسبانية: Andrés Salinas)‏ (11 يونيو 1986 بكالي في كولومبيا - ) هو لاعب كرة قدم كولومبي في مركز الدفاع. لعب مع نادي ميلوناريوس وريال قرطاجنة ونادي أياكوتشو ونادي خوسيه جالفيز ‏.

## وصلات خارجية
- أندريس ساليناس على موقع قاعدة بيانات كرة القدم.إي يو (الإنجليزية)